# Veix
Veix (Ves en occitan) est une commune française située dans le département de la Corrèze en région Nouvelle-Aquitaine.

## Géographie
Commune du Massif central située sur le plateau de Millevaches dans le parc naturel régional de Millevaches en Limousin, elle est arrosée par les ruisseaux d'Alembre, de Boulou et de Madranges, trois affluents de la Vézère.

### Communes limitrophes
Les communes limitrophes sont  Affieux, Chaumeil, Lestards, Madranges, Pradines, Saint-Augustin et Treignac.

### Climat
Pour des articles plus généraux, voir Climat de la Nouvelle-Aquitaine et Climat de la Corrèze.
Historiquement, la commune est exposée à un climat montagnard.  
En 2020, Météo-France publie une typologie des climats de la France métropolitaine dans laquelle la commune est exposée à un climat de montagne et est dans la région climatique  Ouest et nord-ouest du Massif Central, caractérisée par une pluviométrie annuelle de 900 à 1 500 mm, maximale en automne et en hiver.
Pour la période 1971-2000, la température annuelle moyenne est de 9,7 °C, avec  une amplitude thermique annuelle de 14,3 °C. Le cumul annuel moyen de précipitations est de 1 417 mm, avec 14,2 jours de précipitations en janvier et 8,7 jours en juillet. Pour la période 1991-2020, la température moyenne annuelle observée sur la station météorologique la plus proche, située sur la commune d'Égletons à 20 km à vol d'oiseau, est de 10,6 °C et le cumul annuel moyen de précipitations est de 1 428,5 mm,. Pour l'avenir, les paramètres climatiques de la commune estimés pour 2050 selon différents scénarios d’émission de gaz à effet de serre sont consultables sur un site dédié publié par Météo-France en novembre 2022.

## Urbanisme

### Typologie
Au 1er janvier 2024, Veix est catégorisée commune rurale à habitat très dispersé, selon la nouvelle grille communale de densité à 7 niveaux définie par l'Insee en 2022.
Elle est située hors unité urbaine et hors attraction des villes,.

### Occupation des sols
L'occupation des sols de la commune, telle qu'elle ressort de la base de données européenne d’occupation biophysique des sols Corine Land Cover (CLC), est marquée par l'importance des forêts et milieux semi-naturels (73,2 % en 2018), une proportion sensiblement équivalente à celle de 1990 (73,7 %). La répartition détaillée en 2018 est la suivante : 
forêts (66,3 %), prairies (18,9 %), zones agricoles hétérogènes (7,4 %), milieux à végétation arbustive et/ou herbacée (6,9 %), zones humides intérieures (0,5 %).
L'évolution de l’occupation des sols de la commune et de ses infrastructures peut être observée sur les différentes représentations cartographiques du territoire : la carte de Cassini (XVIIIe siècle), la carte d'état-major (1820-1866) et les cartes ou photos aériennes de l'IGN pour la période actuelle (1950 à aujourd'hui).

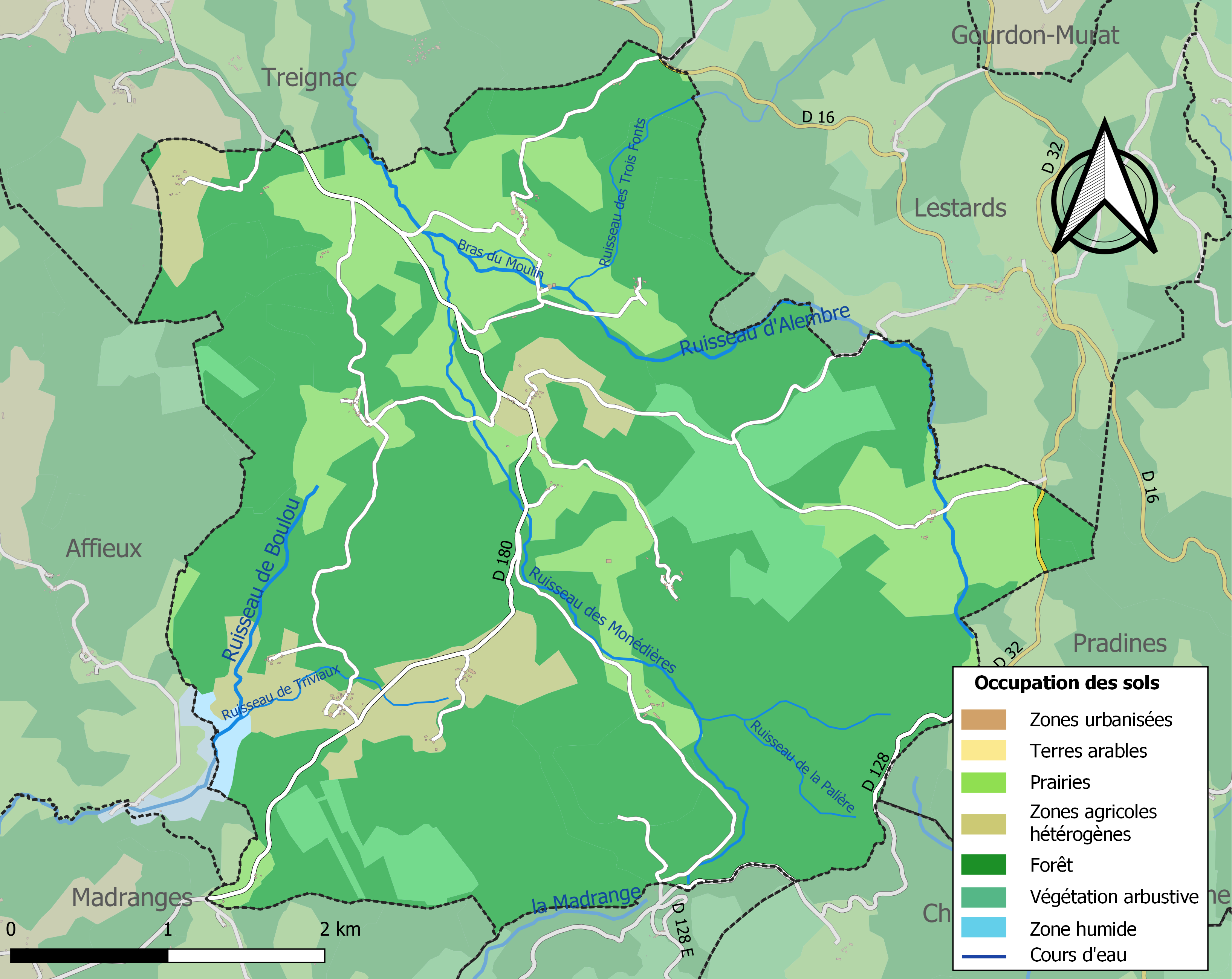
Carte des infrastructures et de l'occupation des sols de la commune en 2018 (CLC).

### Risques majeurs
Le territoire de la commune de Veix est vulnérable à différents aléas naturels : météorologiques (tempête, orage, neige, grand froid, canicule ou sécheresse), feux de forêts et séisme (sismicité très faible). Il est également exposé à un risque particulier : le risque de radon. Un site publié par le BRGM permet d'évaluer simplement et rapidement les risques d'un bien localisé soit par son adresse soit par le numéro de sa parcelle.

#### Risques naturels

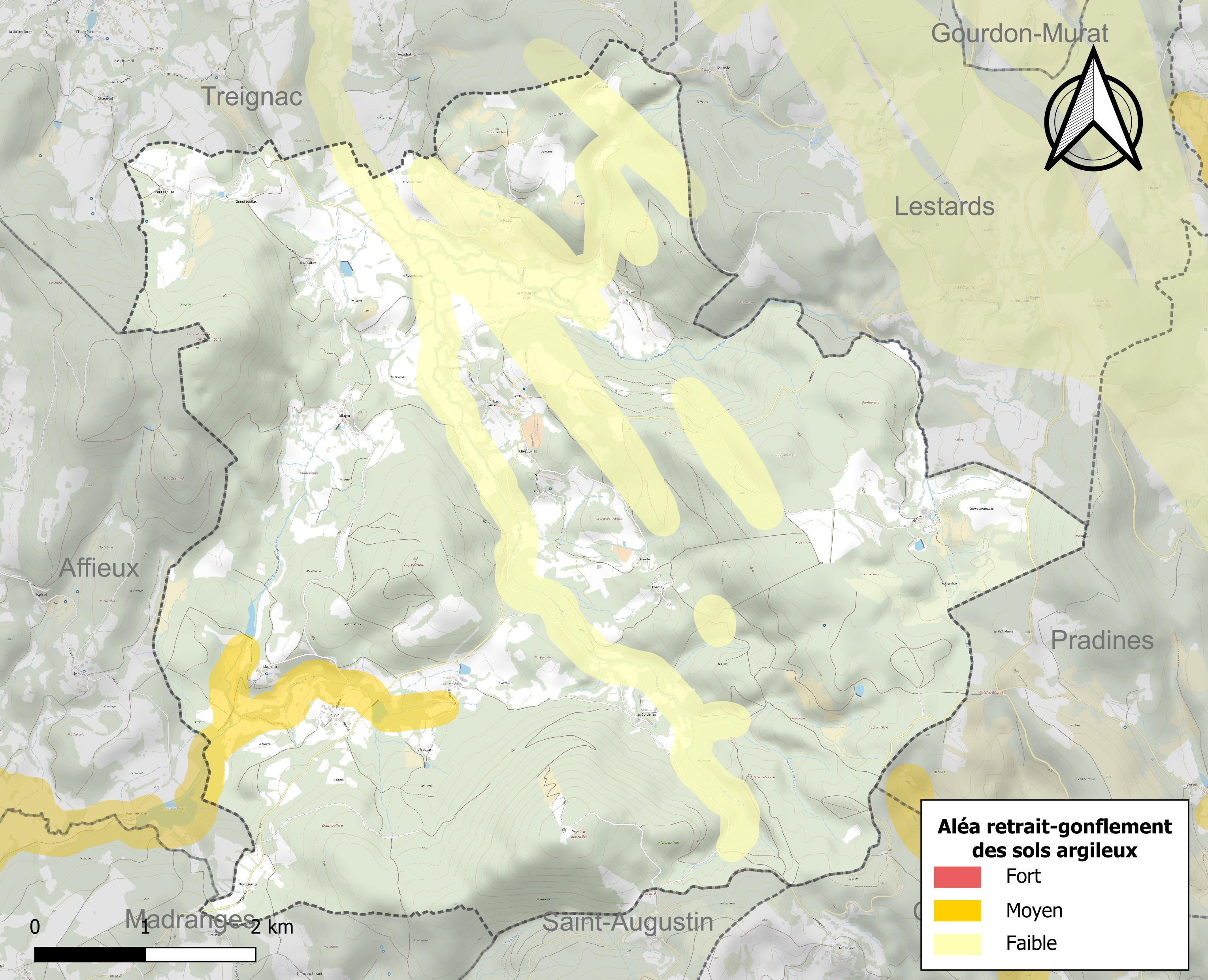
Carte des zones d'aléa retrait-gonflement des sols argileux de Veix.

Le retrait-gonflement des sols argileux est susceptible d'engendrer des dommages importants aux bâtiments en cas d’alternance de périodes de sécheresse et de pluie. 2,6 % de la superficie communale est en aléa moyen ou fort (26,8 % au niveau départemental et 48,5 % au niveau national). Sur les 76 bâtiments dénombrés sur la commune en 2019, trois sont en aléa moyen ou fort, soit 4 %, à comparer aux 36 % au niveau départemental et 54 % au niveau national. Une cartographie de l'exposition du territoire national au retrait gonflement des sols argileux est disponible sur le site du BRGM,.
Concernant les feux de forêt, aucun plan de prévention des risques incendie de forêt (PPRIF) n’a été établi en Corrèze, néanmoins le code de l’urbanisme impose la prise en compte des risques dans les documents d’urbanisme. Le périmètre des servitudes d'utilité publique et des zones d'obligation légale de débroussaillement pour les particuliers est quant à lui défini pour la commune dans une carte dédiée. 

#### Risque particulier
Dans plusieurs parties du territoire national, le radon, accumulé dans certains logements ou autres locaux, peut constituer une source significative d’exposition de la population aux rayonnements ionisants. Certaines communes du département sont concernées par le risque radon à un niveau plus ou moins élevé. Selon la classification de 2018, la commune de Veix est classée en zone 3, à savoir zone à potentiel radon significatif. 

## Politique et administration

### Liste des maires
| Période    | Période  | Identité                                     | Étiquette | Qualité       |
| ---------- | -------- | -------------------------------------------- | --------- | ------------- |
| avant 1995 | ?        | Jules Farges                                 |           |               |
| mars 2001  | 2014     | Frédéric Vergne                              |           |               |
| mars 2014  | En cours | Sylvie Dégery Réélu pour le mandat 2020-2026 |           | Fonctionnaire |

## Population et société

### Démographie
L'évolution du nombre d'habitants est connue à travers les recensements de la population effectués dans la commune depuis 1793. Pour les communes de moins de 10 000 habitants, une enquête de recensement portant sur toute la population est réalisée tous les cinq ans, les populations de référence des années intermédiaires étant quant à elles estimées par interpolation ou extrapolation. Pour la commune, le premier recensement exhaustif entrant dans le cadre du nouveau dispositif a été réalisé en 2004.

En 2022, la commune comptait 74 habitants, en évolution de +13,85 % par rapport à 2016 (Corrèze : −0,59 %, France hors Mayotte : +2,11 %).
| 1793 | 1800 | 1806 | 1821 | 1831 | 1836 | 1841 | 1846 | 1851 |
| ---- | ---- | ---- | ---- | ---- | ---- | ---- | ---- | ---- |
| 463  | 425  | 406  | 502  | 508  | 515  | 524  | 533  | 534  |

| 1856 | 1861 | 1866 | 1872 | 1876 | 1881 | 1886 | 1891 | 1896 |
| ---- | ---- | ---- | ---- | ---- | ---- | ---- | ---- | ---- |
| 528  | 503  | 508  | 492  | 482  | 546  | 510  | 533  | 572  |

| 1901 | 1906 | 1911 | 1921 | 1926 | 1931 | 1936 | 1946 | 1954 |
| ---- | ---- | ---- | ---- | ---- | ---- | ---- | ---- | ---- |
| 543  | 561  | 516  | 381  | 392  | 322  | 281  | 268  | 214  |

| 1962 | 1968 | 1975 | 1982 | 1990 | 1999 | 2004 | 2006 | 2009 |
| ---- | ---- | ---- | ---- | ---- | ---- | ---- | ---- | ---- |
| 202  | 194  | 146  | 110  | 80   | 72   | 69   | 71   | 71   |

| 2014 | 2019 | 2022 | - | - | - | - | - | - |
| ---- | ---- | ---- | - | - | - | - | - | - |
| 67   | 72   | 74   | - | - | - | - | - | - |

## Culture locale et patrimoine

### Lieux et monuments
- L'église Saint-Pardoux-et-Saint-Salvy d'origine romane avec un clocher-tour.
- Le puy de la Monédière (922 m) et point culminant du massif des Monédières se trouve sur le territoire communal. Il est doté d'un pylône de télécommunications.

### Personnalités liées à la commune
- Jean Vinatier (1917-1998) : même s'il est né à Tulle, il a passé toute son enfance à Veix, berceau de sa famille. Il fut ordonné prêtre à Tulle le 8 juin 1944 et fut nommé vicaire général du cardinal Liénart pour la Mission de France (1954-1963).

### Héraldique
| Blason de Veix | Blason  | D'or à la forêt de sinople, au chef d'azur à trois étoiles d'or. |
| Blason de Veix | Détails | Le statut officiel du blason reste à déterminer.                 |